# Andreea Grecu
Andreea Grecu (Bucarest, 10 de enero de 1994) es una deportista rumana que compite en bobsleigh en las modalidades individual y doble.
Ganó una medalla de bronce en el Campeonato Mundial de Bobsleigh de 2017 y tres medallas de plata en el Campeonato Europeo de Bobsleigh entre los años 2020 y 2024.

## Palmarés internacional
| Campeonato Mundial | Campeonato Mundial   | Campeonato Mundial | Campeonato Mundial |
| Año                | Lugar                | Medalla            | Prueba             |
| ------------------ | -------------------- | ------------------ | ------------------ |
| 2017               | Königssee (Alemania) | Medalla de bronce  | Equipo             |
| Campeonato Europeo |                      |                    |                    |
| Año                | Lugar                | Medalla            | Prueba             |
| 2020               | Sigulda (Letonia)    | Medalla de plata   | Doble              |
| 2023               | Altenberg (Alemania) | Medalla de plata   | Individual         |
| 2024               | Sigulda (Letonia)    | Medalla de plata   | Individual         |